# Kienheim
Kienheim ist eine französische Gemeinde mit 542 Einwohnern (Stand 1. Januar 2021) im Département Bas-Rhin in der Region Grand Est (bis 2015 Elsass). Sie gehört zum Kanton Bouxwiller und zum 2001 gegründeten Gemeindeverband Kochersberg. Am 1. Januar 2015 wechselte die Gemeinde vom Arrondissement Strasbourg-Campagne zum Arrondissement Saverne.
Die Siedlung Kienheim im Kochersberg war der Stammsitz des Adelsgeschlechts Kuenheim. Eine Straße verbindet Kienheim mit den Nachbarorten Durningen im Südwesten und Gimbrett (Gemeinde Berstett) im Nordosten.

## Siehe auch

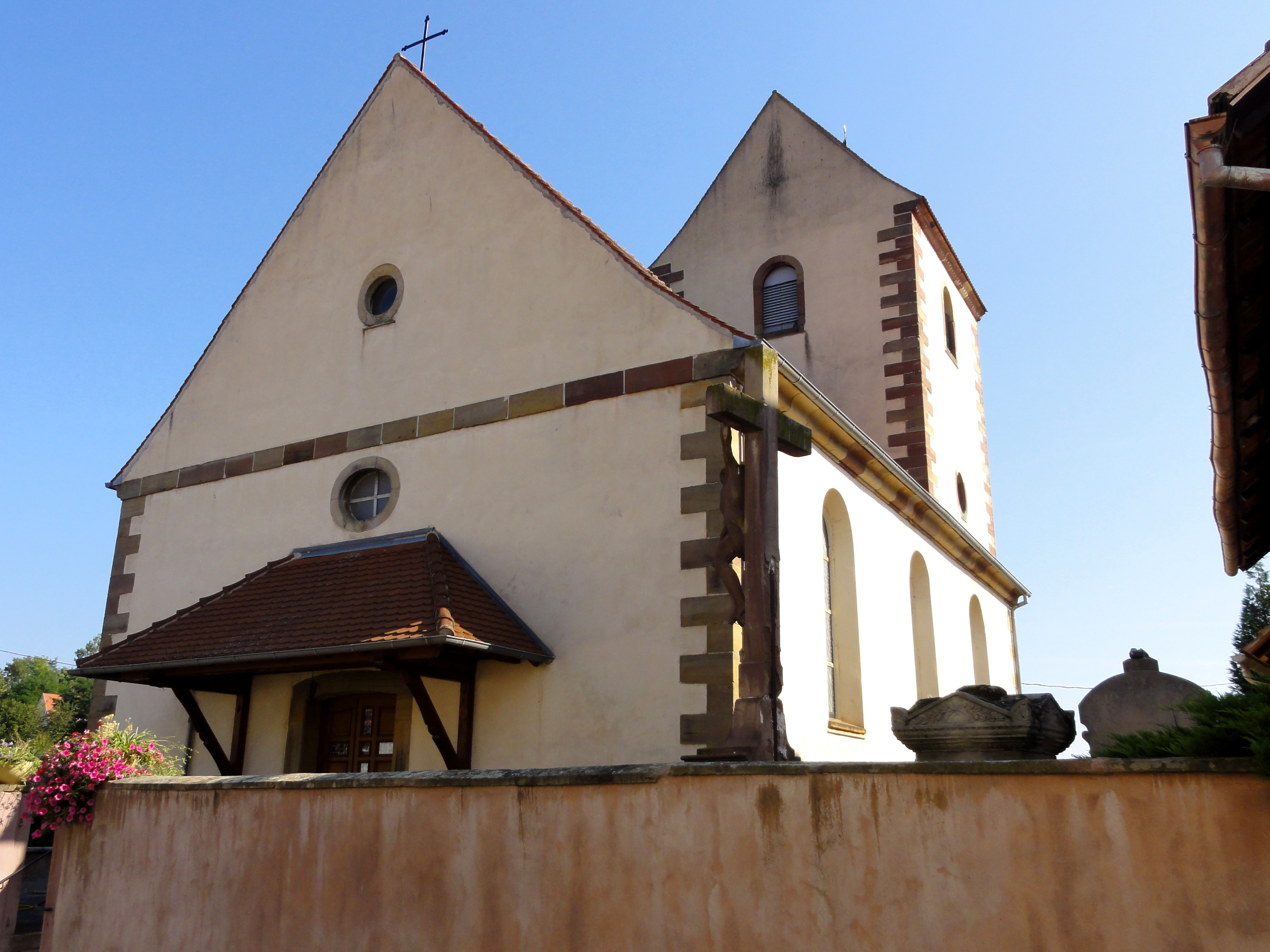
Kirche St. Nikolaus in Kienheim

## Bevölkerungsentwicklung
| Jahr      | 1962 | 1968 | 1975 | 1982 | 1990 | 1999 | 2006 | 2019 |
| Einwohner | 173  | 175  | 203  | 516  | 538  | 519  | 632  | 549  |